# 角川の集める図鑑GET!
『角川の集める図鑑GET!』（かどかわのあつめるずかんゲット）は、KADOKAWAから発売されている学習図鑑のシリーズ。2021年5月28日に創刊し、「恐竜」「動物」「昆虫」の3冊を同時に刊行した。シリーズ名の「GET!」には知識を“手に入れる”という意味を込めてあり、各図鑑の中には「世界に旅立ち」「ナゾを解き」「集める」という3つの要素をちりばめている。
主な特徴として、従来の図鑑が日本をメインにした分類別の構成をしていたのに対し、世界を舞台とし生息年代別や生息地域・環境別の構成としたこと、角川の学習まんが『どっちが強い!?』シリーズと連携したナゾ解き要素の導入、オンライン図鑑「GET!＋」との連動によるゲーム要素の提供などがある。

## 刊行ラインナップ

### シリーズ
- 刊行順。

| タイトル              | 発売日         | ISBN               | 備考 |
| --------------------- | -------------- | ------------------ | ---- |
| 恐竜                  | 2021年5月28日  | ISBN 9784041090572 |      |
| 動物                  | 2021年5月28日  | ISBN 9784041090596 |      |
| 昆虫                  | 2021年5月28日  | ISBN 9784041090589 |      |
| 危険生物              | 2021年10月29日 | ISBN 9784041118559 |      |
| 人体                  | 2022年3月10日  | ISBN 9784041118542 |      |
| 魚                    | 2022年6月8日   | ISBN 9784041118535 |      |
| 星と星座              | 2022年6月8日   | ISBN 9784041118511 |      |
| は虫類・両生類        | 2022年11月16日 | ISBN 9784041128695 |      |
| 絶滅動物              | 2022年11月16日 | ISBN 9784041128701 |      |
| 深海                  | 2023年6月14日  | ISBN 9784041135297 |      |
| 宇宙                  | 2023年11月15日 | ISBN 9784041130933 |      |
| はじめての自然科学366 | 2024年2月21日  | ISBN 9784041139370 |      |
| あそべる算数          | 2024年7月10日  | ISBN 9784041149553 |      |
| ひらめく理科          | 2025年7月9日   | ISBN 9784041163672 |      |